# Кадриль (фильм)
«Кадри́ль» — российский комедийный художественный фильм, снятый в 1999 году режиссёром Виктором Титовым на киностудии «Мосфильм» по сценарию Виктора Титова и Владимира Гуркина.

## Сюжет
В разделённой на две половины деревенской избе живут две немолодые семейные пары: Звягинцевы и Арефьевы. Однажды жёны, устав от семейного быта, решили обменяться мужьями. Между старыми соседями и добрыми друзьями начинается весёлая кадриль с постоянной сменой партнеров. Сама того не желая, в ней принимает не последнее участие одинокая женщина Макеевна, потихоньку таскающая кирпичи со двора Звягинцевых.

## В ролях
- Олег Табаков — Саня Арефьев
- Валентина Теличкина — Валя Арефьева
- Любовь Полищук — Лида Звягинцева
- Станислав Любшин — Коля Звягинцев
- Нина Усатова — Макеевна

## Съемочная группа
- Режиссёр-постановщик: Виктор Титов
- Авторы сценария: Виктор Титов, Владимир Гуркин
- Оператор: Валерий Мюльгаут
- Композитор: Николай Мартынов
- Художник: Николай Шемякин

## О фильме
Фильм «Кадриль» снят по произведению драматурга Владимира Гуркина (сценариста фильма «Любовь и голуби»). По этой же пьесе был поставлен одноимённый спектакль в Большом драматическом театре имени Г. А. Товстоногова в Санкт-Петербурге.
По мнению киноведа Валерия Фомина, комедия отличается занимательностью сюжета и блестящим актёрским составом, однако «фильму не хватает волшебной лёгкости преодоления омерзевшего пьяного быта, обрыдших семейных уз. Лишь в самый последний момент режиссёр замечательно угадывает ключ волшебного преображения, показывая своих героев в празднично-сарафанистом танце».